# Sabatinca
Sabatinca es un género de pequeños lepidópteros pertenecientes a la familia  Micropterigidae. Palaeomicra y Micropardalis fueron considerados como subgéneros de Sabatinca, pero ambos han alcanzado el nivel de género, establecido por Minet en 1985. Se conocen fósiles del ámbar burmeso el Cretáceo medio.

## Especies
- Sabatinca aemula Philpott, 1924
- Sabatinca aenea Hudson, 1923
- Sabatinca aurantiaca Philpott, 1924
- Sabatinca barbarica Philpott, 1918
- Sabatinca calliarcha Meyrick, 1912
- Sabatinca caustica Meyrick, 1912
- Sabatinca chalcophanes (Meyrick, 1886)
- Sabatinca chrysargyra (Meyrick, 1886)
- Sabatinca delobelli Viette, 1978
- Sabatinca demissa Philpott, 1923
- Sabatinca heighwayi Philpott, 1927
- Sabatinca ianthina Philpott, 1921
- Sabatinca incongruella Walker, 1863
- Sabatinca lucilia Clarke, 1920
- Sabatinca passalota Meyrick, 1923
- †Sabatinca perveta (Cockerell, 1919)
- Sabatinca quadrijuga Meyrick, 1912